# Physomerinus
Physomerinus (лат.) — род коротконадкрылых жуков из подсемейства Pselaphinae. Около 10 видов. Восточная Палеарктика и Юго-Восточная Азия.

## Описание
Мелкие коротконадкрылые жуки красновато-коричневого цвета. Длина тела около 2 мм.
У видов этого рода переднеспинка с отчётливыми срединной и двумя боковыми продольными бороздками и полной поперечной антебазальной бороздкой, бока переднеспинки лишены шипов, каждое надкрылье имеет две базальные ямки, а первый видимый тергит (IV) самый длинный. Самцы имеют различные модификации заднего бедра и часто суженную базальную капсулу эдеагуса.

## Систематика
Род включает около 10 видов и включён в трибу Batrisini из подсемейства Pselaphinae. Некоторые признаки (самцы имеют различные модификации заднего бедра и часто суженную базальную капсулу эдеагуса) указывают на близкое родство с родом Batriscenaulax Jeannel, 1958, который включает шесть видов из Японии и Китая. Одна из основных таксономических проблем Physomerinus заключается в том, что типовой вид P. septemfoveolatus (Schaufuss L. W., 1877) из Юго-Восточной Азии имеет секреторную трихому на переднебоковом крае лопасти, а эдеагус несет большую базальную капсулу, которые совпадают с определяющими признаками группы родов с центром в Batrisiella Raffray, 1904. Для прояснения этой проблемы необходима ревизия рода. Род был впервые описан в 1952 году французским энтомологом Рене Жаннелем (René Gabriel Jeannel; 1879—1965). Род был помещен Жаннелем в пятый отдел Batrisina (Jeannel 1958), или внесён Номурой (Nomura 1991) как член комплекса родов «Batrisocenus complex».
- Physomerinus abbreviatus (Reitter, 1883)
- Physomerinus clavipes Zhang & Yin, 2022[3]
- Physomerinus cruralis (Raffray, 1914)
- Physomerinus deformipes (Raffray, 1904)
- Physomerinus femoralis (Motschulsky, 1851)
- Physomerinus fundaebraccatus (Schaufuss, 1882)
- Physomerinus hasegawai Nomura, 1991[4]
- Physomerinus jiulongensis Yin, 2023
- Physomerinus pedator (Sharp, 1883)
- Physomerinus reitteri  (Raffray, 1897)
- Physomerinus sarawakensis (Schaufuss, 1882)
- Physomerinus schenklingi (Raffray, 1912)
- Physomerinus septemfoveolatus (Schaufuss, 1877)